# ダイヤモンドのタイプ
ダイヤモンドのタイプは、化学的な不純物の量と種類によってダイヤモンドを科学的に分類する手法である。ダイヤモンドは、Ia型（IaAおよびIaB）、Ib型、IIa型、IIb型に分けられる。測定される不純物は、インクルージョンとは異なり、炭素原子の結晶格子内に原子レベルで存在するため、検出には赤外分光光度計が必要とされる。

## タイプ

### I型
I型ダイヤモンドは、最も一般的なクラスで、主要な不純物として窒素原子（一般的に0.1%の濃度）を含む。I型ダイヤモンドは赤外領域と紫外領域（320 nmから）の両方を吸収する。また、特徴的な蛍光と可視吸収スペクトルを有する（ダイヤモンドの物質特性#光学的特性を参照）。

#### Ia型
Ia型ダイヤモンドは全ての天然ダイヤモンドのおよそ95%を占める。窒素不純物（最大0.3% = 3000 ppm）は炭素格子内にクラスターで存在し、比較的拡がっている。窒素クラスターの吸収スペクトルによりIa型ダイヤモンドは青色光を吸収し、これによって薄い黄色あるいはほぼ無色となる。ほとんどのIa型ダイヤモンドはIaA型とIaB型の混合物である。これらのタイヤモンドは「ケープ系列（Cape series）」（南アフリカの以前ケープ州と呼ばれていたダイヤモンドが豊富に産出される地域に因む。鉱床は主にIa型。）に属する。Ia型ダイヤモンドは415.5 nm (N3) に主吸収帯、478 nm (N2)、465 nm、452 nm、435 nm、423 nm（「ケープ系列」）に弱い吸収線を持つ鋭い吸収帯をしばしば示す。これらの吸収はN2およびN3窒素中心が原因で生じる。Ia型ダイヤモンドはN3窒素中心が原因で青色蛍光から長波紫外放射も示す（N3中心は可視領域の色を損なわないが、可視領域に影響を与えるN2中心を常に伴う）。茶色、緑色、あるいは黄色のダイヤモンドは504 nm（H3中心）の緑色領域に吸収帯を示し、537 nmと495 nmにさらに2つの弱い吸収帯を伴うこともある（H4中心。おそらく4つの置換窒素原子と2つの格子空孔を含む大きな格子複合体）。
IaA型
窒素原子が対として存在する。これらはダイヤモンドの色に影響を与えない。
IaB型
窒素原子が大きな偶数集団として存在する。これらは黄色から青色がかった色合いを与える。

#### Ib型
Ib型は全ての天然ダイヤモンドのおよそ0.1%を占める。Ib型は最大0.05%（500 ppm）の窒素を含有するが、不純物はより拡散している（窒素原子は結晶の至るところの孤立した部位に分散している）。Ib型ダイヤモンドは青色に加えて緑色項を吸収し、Ia型よりも強いあるいはより暗い黄色あるいは茶色を示す。Ib型ダイヤモンドは強い「黄色」あるいは時折「ブラウン」がかった色合いを持つ。希少な「カナリア」ダイヤモンドはこの型に属し、天然ダイヤモンドのわずか0.1%しか存在しない。可視吸収スペクトルは緩やかな形状で、鋭い吸収帯を持たない。ほぼ全てのHPHT（高温高圧）合成ダイヤモンドはIb型である。

### II型
II型ダイヤモンドは測定可能な窒素不純物を含まない。II型ダイヤモンドはさまざまな赤外領域で吸収を示し、I型ダイヤモンドとは異なり、225 nm未満の紫外領域を透過させる。また、さまざまな蛍光特性を示す。結晶は大きく不規則な形状として発見される傾向がある。II型ダイヤモンドはより長期間、極めて高圧の条件下で形成される。

#### IIa型
IIa型ダイヤモンドは全ての天然ダイヤモンドの1%から2%を占める（宝石品質のダイヤモンドの1.8%）。これらのダイヤモンドはほぼあるいは完全に不純物を含んでおらず、その結果として大抵は無色で、最も高い熱伝導度を有する。230 nmの紫外光の透過率が非常に高い。時折、IIa型ダイヤモンドが地球の表面に向かって押し出されている間に、四面体形結晶構造の成長中に受ける圧力と張力が「塑性変形」を通して構造異常を起こし、結晶構造中に欠陥が生まれることがある。これらの欠陥は、宝石に黄色、茶色、橙色、ピンク色、赤色、あるいは紫色を授け得る。IIa型ダイヤモンドは高圧高温（HPHT）処理により構造的変形を「修復」することができ、これによってダイヤモンドの色の大半あるいは全てが取り除かれる。IIa型ダイヤモンドはオーストラリア産ダイヤモンドの大きな割合を占める。カリナン、コ・イ・ヌール、レセディ・ラ・ロナ、ルロ・ローズのような多くの有名な大型ダイヤモンドはIIa型である。化学気相蒸着（CVD）法を使って成長した合成ダイヤモンドもこのタイプに属する。

#### IIb型
IIb型ダイヤモンドは全ての天然ダイヤモンドのおよそ0.1%を占める。そのため、最も希少な天然ダイヤモンドの1つであり、最も価値が高い。
IIa型ダイヤモンドと比べて窒素不純物の量が非常に低いことに加えて、IIb型ダイヤモンドはかなりのホウ素不純物を含有する。ホウ素の吸収スペクトルによりIIb型ダイヤモンドは赤色、橙色、および黄色光を吸収し、淡い青色または灰色を呈する。しかし、ホウ素不純物の量が少ない石は無色のこともある。これらのダイヤモンドは、他のダイヤモンドのタイプと異なり、ホウ素の空軌道に起因する正孔により、p型半導体でもある。この効果をもたらすためにはずか1 ppmのボロンで十分である。しかしながら、Ia型ダイヤモンドでも青灰色が生じることがあり、ホウ素とは無関係である。IIb型ダイヤモンドは独特な赤外吸収スペクトルを示し、可視スペクトルの赤色側に向かって吸収が徐々に増大していく。
タイプに制約されないのは「グリーン（緑色）」ダイヤモンドであり、その色はさまざまな量の放射線に曝露されたことに由来する。
オーストラリアのアーガイル鉱山由来のほとんどの青灰色ダイヤモンドはIIb型ではなく、Ia型である。これらのダイヤモンドは高濃度の欠陥と不純物（特に水素と窒素）を含有し、それらの色の起源はまだ不確かである。